# Школска униформа
Школска униформа је униформа коју ученици носе првенствено за школу или неку другу образовну установу. Уобичајени су у основним и средњим школама у разним земљама.
Пример униформе би захтевао кошуље на копчање, панталоне за дечаке и блузе, плисиране сукње за девојчице, при чему обоје носе блејзере. Униформа може бити чак и једноставна као да захтева кошуље са крагном, или ограничава избор боја и ограничава предмете које је ученицима дозвољено да носе.

## Униформа
Иако се често користе наизменично, постоји важна разлика између кодекса облачења и школске униформе: према научницима као што је Нејтан Џозеф, одећа се може сматрати униформом само када „(а) служи као амблем групе, (б) потврђује да је институција легитимитет откривањем релативних позиција појединца и (ц) потискује индивидуалност“. Насупрот томе, кодекс облачења је много мање рестриктиван и фокусира се на „промовисање скромности и обесхрабривање антисоцијалних модних изјава“, каже Маријан Вајлд. Примери кодекса облачења били би недозвољавање поцепане одеће, без логотипа или ограничавање количине коже која се може приказати.

## Историја
Тешко је пратити порекло униформе јер не постоји свеобухватна писана историја, већ низ познатих утицаја. Верује се да су школске униформе пракса која датира из 16. века у Уједињеном Краљевству. Верује се да је Христова болничка школа у Енглеској 1552. године била прва школа која је користила школску униформу. Ученици су добили униформу која се првенствено састојала од дугог плавог капута и жутих чарапа до колена. Скоро идентичну униформу и данас носе ученици који похађају школу. Најранији документовани доказ институционализоване употребе стандардне академске хаљине датира из 1222. године када је тадашњи надбискуп Кентерберија наредио ношење капа клауса. Ова монашка и академска пракса еволуирала је у универзитетске униформе у Енглеској, посебно у добротворним школама где су униформе често биле обезбеђене за сиромашну децу. Универзитети, основне школе и средње школе користиле су униформе као маркер класе и статуса. Иако се школске униформе често могу сматрати конзервативним и старомодним, униформе су се последњих година промениле како су се променили друштвени кодекси облачења.

## Савремено доба
У Сједињеним Државама, покрет ка коришћењу униформи у државним школама почео је када се Бил Клинтон обратио државама Уније 1996. године, рекавши: „Ако то значи да ће тинејџери престати да се убијају због дизајнерских јакни, онда би наше јавне школе требало да буду моћи да захтевају од својих ученика да носе униформе“. Од 1998. године отприлике 25% свих јавних основних, средњих и нижих школа у САД усвојило је једнообразну политику или је разматрало политику, а две трећине је спроведено између 1995. и 1997. Тадашњи школски канцелар Њујорка, Руди Кру, јасно је ставио до знања да неће следити Клинтонову идеју.
Постоји обиље теорија и емпиријских студија које се баве школским униформама, дајући изјаве о њиховој ефикасности. Ове теорије и студије разрађују предности, али и недостатке једнообразне политике. Питање природе наспрам неговања долази у игру, јер униформе утичу на перцепцију мушкости и женствености, превише поједностављују питања родне класификације и раде на каналисању, покоравању или кажњавању сексуалности жена, мушкараца, трансродних и интерсексуалних. Униформе доносе низ предности, недостатака и великих правних импликација и контроверзи.
Постоје два главна емпиријска налаза која се најчешће наводе у политичкој реторици која окружује једнообразну дебату. Једна од њих, студија случаја Уједињеног школског дистрикта Лонг Бич, најчешће се наводи као подршка школским униформама и њиховој ефикасности, док су ефекти ученичких униформи на похађање, проблеме у понашању, употребу супстанци и академска постигнућа најчешће цитирано истраживање. у супротности са спровођењем политике школске униформе.

## Утицај униформи на ученике
Студија случаја обједињеног школског округа Лонг Бич била је студија прве велике урбане школе у Сједињеним Државама која је спроводила једнообразну политику. 1994. године уведене су обавезне школске униформе за основне и средње школе у округу као стратегија за решавање проблема понашања ученика. Дистрикт је истовремено спровео лонгитудинално истраживање како би истражио ефекте униформи на понашање ученика. Студија је приписала повољне промене понашања ученика и значајан пад у проблемима школске дисциплине политици обавезне униформе. Ношење школских униформи повезано је са мањим бројем изостанака и изостанака и мањим бројем упућивања у канцеларију због проблема у понашању. Суспензије и искључења смањени су за 28% (основна) и 36% (средња школа), криминал и вандализам за 74% (основна) и 18% (средња школа).
Друга истраживања су показала да униформе нису биле ефикасна препрека за смањење изостајања са наставе, нису смањиле проблеме у понашању, смањиле употребу супстанци, и у ствари могу бити повезане са лошијим постигнућем ученика у односу на ученике који нису обавезни да носе школске униформе.
Студија је сугерисала да „уместо да директно утичу на специфичне резултате, униформе делују као катализатор промена и пружају веома видљиву прилику за додатне програме“ у школама. У ствари, Брунсма ет ал., 1998. сматрају да је то био случај са студијом случаја обједињеног школског дистрикта Лонг Бич, јер је неколико додатних реформских напора спроведено истовремено са обавезном униформном политиком.
Брунсма је навео да су, упркос недоречености ефеката униформи, оне постале чешћи јер је „ово питање дечјих права, друштвене контроле и питање које се односи на повећање расне, класне и родне неједнакости у нашим школама“.

## Закони и одредбе
Како су униформе постале нормализованије, све је већи број тужби против школских округа. Према Дејвиду Брунсми, једна од четири јавне основне школе и једна од осам јавних средњих и средњих школа у Сједињеним Државама имају политике које диктирају шта ученик носи у школи. Школски кодекс у уставима држава обично тврди да дозвољава управном одбору школа да донесе разумна правила и прописе како они сматрају прикладним у управљању школским пословима. Од 2008. тренутно постоје 23 државе које дозвољавају школским окрузима да обавезне школске униформе. Уставне примедбе које се обично износе на школске округе обично спадају у једну од следеће две категорије: (1) повреда права ученика на слободно изражавање из Првог амандмана (2) повреда права родитеља да одгајају своју децу без мешања владе. Иако до овог тренутка, Врховни суд није донео одлуку о случају који се директно односио на школске униформе, у одлуци из 1968. Тинкер против. Де Мојнс Индепендент Комјунити Скул Дистрикта, Суд је пресудио да ученици по уласку у школу не губе своја уставна права на слободу говора.
На међународном нивоу, постоје различити погледи на школске униформе. У аустралијској држави Квинсленд, омбудсман Фред Албиец је 1998. године пресудио да државне школе можда не захтевају униформе. На Филипинима, Одељење за образовање укинуло је услов за школске униформе у државним школама. У Енглеској и Велсу, технички државна школа не може трајно искључити ученике због „кршења политике школске униформе“, према политици коју је прогласило Одељење за децу, школе и породице, али се од ученика који не носе одговарајућу униформу тражи да оду кући и да се пресвуку. У Шкотској, неки локални савети (који су одговорни за пружање државног образовања) не инсистирају на томе да ученици носе униформу као предуслов за похађање и учешће у наставним активностима. Турска је укинула обавезне униформе 2010.

## Примери тужби у Сједињеним Државама

### Канада противЖупски школски одбор Босјер
У тужби Kанаде против школског одбора жупе Босјер 2000. године, окружни суд у Луизијани пресудио је у корист школског одбора јер није увидео како су права на слободу говора ученика кршена због политике униформисања школског одбора. Иако се тужилац жалио на одлуку, Пети окружни суд је такође пресудио у корист школског одбора након што је применио четворостепени систем који се и данас користи. Прво, школски одбор мора имати право да поставља политику. Друго, политика мора бити одлучна да подржи фундаменталне интересе одбора као целине. Треће, смернице не могу бити постављене у сврху цензуре. Коначно, ограничења за изражавање ученика не могу бити већа од интереса одбора. Све док су ове четири политике на снази, онда се не може тврдити да је дошло до кршења Устава.

### Литлфилд противНезависни школски округ Форни
Независни школски округ Форни, 2001. године је одлучио да примени политику школске униформе која омогућава ученицима да носе поло мајицу, оксфордску кошуљу или блузу у четири могуће боје, и плаве или каки панталоне или кошуље, а сукња или џемпер. Иако је постојала одређена флексибилност са ципелама, одређене врсте су биле забрањене заједно са било којом врстом врећасте одеће. Родитељи породице Литлфилд тражили су да њихов син буде изузет из политике, али су одбијени. Као одговор, Литлфилдови су поднели тужбу против школског округа, под претпоставком да овај мандат униформе нарушава њихова права родитеља да контролишу како одгајају своју децу и њихово образовање. Чак су ишли толико далеко да су навели кршење верских слобода, тврдећи да је одустајање од униформи на основу вере омогућило школи да рангира валидност одређених религија. Пре суђења, Окружни суд је одбацио случај, па се породица жалила. На крају, пети окружни суд је пресудио да права студената нису била повређена иако су изнете тврдње биле валидне. Одлучили су да ће школска правила која произилазе из образовања надјачати право родитеља да контролишу васпитање своје деце у овој специфичној ситуацији. Што се тиче оптужби за кршење верских слобода, суд је закључио да политика није имала верски циљ, па самим тим ни нарушавала права верских слобода.

### Џејкобс противШколски округ округа Кларк
Године 2003, Либерти средња школа, школа школског округа Кларк Каунти у Хендерсону, применила је једнообразну политику какија и црвених, белих или плавих поло мајица. Јуниорка по имену Кимберли Џејкобс суспендована је укупно пет пута јер је носила верску кошуљу у школу и била је оптужена за кршење униформи. Њена породица је тужила школски дистрикт округа Кларк под тврдњом да су њена права из Првог амандмана повређена и да политика униформисања доводи до тога да ученици буду лишени правог поступка. Захтеви тужиоца су били за ослобађање од забране, брисање суспензије из Јацобове школске евиденције и додељивање накнаде штете. Забрана је дата породици, што значи да школа више не може да је дисциплинује због кршења политике униформе. На ову одлуку школски округ је уложио жалбу. Следећи суд је пресудио на страни школског округа јер је утврдио да је униформна политика у ствари неутрална и уставна и одбацио је тужбе тужиоца.

### Фруден противШколски округ округа Вашо
2011. године, јавна основна школа у Невади школског округа Вашо Каунти одлучила је да дода мото школе, Tomorrow's Leaders извезен малим словима на мајици. Као одговор, Мери и Џон Фруден, родитељи ученика тужили су школски округ на основу тога што крши 1. амандман. Суд је на крају одбацио случај Фруденових због униформи. Међутим, породица се жалила, а две године касније судско веће 9. окружног апелационог суда САД саслушало је случај. Суд је одлучио да поништи претходну одлуку о одбацивању случаја, а такође је довео у питање очигледну политику према ученицима који су били део национално признате групе као што су извиђачи и извиђачи који су могли да носе униформе уместо школских на редовних дана састанка. Веће 9. округа одлучило је да школа није пружила довољно доказа зашто је увела ову политику и да породици никада није дата прилика да се расправља.

## Друштвене импликације школске униформе на пол
Постоји неколико позитивних и негативних друштвених импликација униформи како на ученике који их носе, тако и на друштво у целини.

### Перцепције мушкости и женствености
Једна од критика униформи је да намеће стандарде мушкости и женствености од малих ногу. Униформе се сматрају обликом дисциплине коју школе користе да контролишу понашање ученика и често промовишу конвенционално одевање по полу.
Од дечака се често тражи да носе панталоне, каишеве и ципеле са затвореним прстима и да имају кошуље стално увучене. Такође се често захтева да се кратко ошишају. Неки критичари наводе да ова униформа асоцира на хаљину професионалног пословног човека, што, тврде, код дечака у младости ствара утисак да се мушкост стиче пословним успехом.
За девојке, многе униформе промовишу женственост захтевајући од девојака да носе сукње. Неки критичари виде сукње као симбол женствености јер ограничавају кретање и намећу одређене начине седења и игре. Униформе које укључују кецељу за девојчице могу сугерисати да је одговарајућа женска друштвена улога првенствено домаћа. Неке школске униформе за девојчице критиковане су због неудобног дизајна, што онемогућава девојчицама слободу кретања и излаже девојчице хладноћи током зиме.
У школске униформе уграђена је родна симболика. Школе које од ученика захтевају да носе формалну униформу готово универзално обезбеђују панталоне за дечаке и сукње или хаљине за девојчице. Сукње разликују женску од мушког, чиме се потврђују традиционални родни идентитети ученика који морају да носе исправну одећу која одговара њиховом полу. Сукње и хаљине захтевају посебну врсту перформанси женског пола, док панталоне захтевају посебан мушки род. Присиљавањем ученика да носе одећу која одговара њиховом полу инхерентно одређује начине на које ученик мора да покаже свој пол. Ово изазива контроверзу када ученик не жели да се идентификује са полом који није у складу са њиховим полом. Ретко постоје смернице које омогућавају ученицима да се облаче у складу са њиховим полу, али скоро увек према полу додељеном при рођењу.

## Сексуализација девојака
Око средње или млађе школе, ученици почињу да пролазе кроз пубертет. Униформе се могу посматрати као начин да се ограничи сексуализација девојчица уклањањем фокуса са сексуалности и фокусирањем на академике у школском окружењу за девојчице.
Понекад жеља да се спречи отворено сексуализована одећа кроз униформе може пропасти. На пример, минице су биле веома популарне у Јапану, где су уобичајени делови школских униформи и почели су да се носе у оквиру културе Когал.
„Задовољство које наша култура добија од гледања у девојке које изгледају женствено у сукобу је са слободом девојчица да несвесно трче около и да развију своје грубе моторичке таленте као што се дечаци подстичу на то“ (Колинс ет ал. 1996, стр. 170). Школске униформе се користе у костимима у контексту „Секси ученице“ и продају се на сајтовима за костиме током целе године. Идеја о женској школској униформи постала је сексуална и у Британији је ново истраживање План Интернатионал УК показало да је трећина девојчица била сексуално узнемиравана док је носила школску униформу. Школске униформе могу да подстакну узнемиравање у детињству, пошто наша култура дефинише „изглед школске девојчице“ као сексуалан. Деца од 8 година пријављују да су жртве или сведоци узнемиравања. Две трећине деце испитане у анкети рекло је да су доживели „нежељену сексуалну пажњу“ у јавности, а 35 одсто је рекло да су додирнута, пипана или зграбљена без њиховог пристанка. Ова искуства уче девојчице да је узнемиравање од стране мушкараца само део одрастања. Перцепција школских униформи омогућава мушкарцима да малтретирају девојчице у раном узрасту, што доводи до тога да девојчице самообјективирају своја тела од почетка школовања.

## Контроверзе
У неким културама, тема школске униформе је изазвала мноштво контроверзи и дебата током година. Контроверзи доприносе и дебате о уставности и економској изводљивости униформи.
У Сједињеним Државама, имплементација школских униформи почела је након десетогодишњег истраживања која су показала ефикасност приватних школа. Неки реформатори државних школа су цитирали ово истраживање као подршку политикама које су повезане са успехом приватних и католичких школа. Неки администратори јавних школа су стога почели да примењују јединствене политике како би побољшали целокупно школско окружење и академска постигнућа ученика. Ово се заснива на претпоставци да су униформе директан узрок промена у понашању и академском исходу. Међутим, у католичкој школској литератури, школске униформе никада нису биле признате као примарни фактор у стварању католичког школског ефекта.
Још једна област контроверзи у вези са политиком школске униформе и кодекса облачења врти се око питања пола. Данас се све више тинејџера све чешће „облачи да би артикулисало, или побркало родни идентитет и сексуалну оријентацију “, што доводи до „одговора школских званичника који су се кретали од равнодушности преко аплауза до забрана“. У 2009. години, било је више сукоба широм Сједињених Држава који су проистекли из неједнакости између перцепције ученика о сопственом полу и перцепције школских администратора о родном идентитету ученика. Примери укључују следеће:
- Пролеће 2009: Округ Марион, Флорида – Ученици морају да се облаче „у складу са својим полом“. Дечак је дошао у школу у чизмама са високом потпетицом, у пуњеном грудњаку и мајици са В-изрезом; послат је кући да се пресвуче јер се „преоблачио”.
- Август 2009: Девојчици старијег из Мисисипија забрањен је упис у годишњак јер је позирала у смокингу.
- Октобар 2009: Школа у округу Коб у Џорџији послала је кући дечака који је волео перике, шминку и уске фармерке.
- Новембар 2009: Дечак из Хјустона који се више обукао је послат кући јер је његова перика прекршила школско правило облачења да коса дечака не сме бити „дужа од доњег дела обичне крагне кошуље“.

Иако нису све школе у Сједињеним Државама обавезне да носе школске униформе, САД полако усвајају употребу школских униформи. „Скоро једна од пет државних школа у САД захтевала је од ученика да носе униформе током школске 2011-2012, у односу на једну од осам у 2003-2004."  Идеологија школске униформе је да ће створити безбедније окружење за ученике и помоћи у равноправности. У неким областима униформе су постале неопходне због нивоа сиромаштва у којем школе живе. „Обавезне униформне политике у државним школама се чешће налазе у областима са високим сиромаштвом.“ 
Стефани Нортен из Гардијана је написала да су школске униформе мање контроверзне у Уједињеном Краљевству у поређењу са Сједињеним Државама и да се обично не противе због слободе говора.

### Позитивне
Заговорници униформи су предложили више разлога који подржавају њихову примену и тврдећи њихов успех у школама. Заговорници верују да униформе утичу на безбедност ученика тако што смањују виктимизацију ученика, активност банди и туче.
Кетлин Вејд је спровела експеримент да види да ли је малтретирање и присуство банди веће у униформисаним или неуниформисаним школама. Истраживање је рађено са више школа где је дала упитник и студентима и факултету да види да ли постоји значајна разлика. Њени резултати су показали да се насиље и присуство банди значајно смањују код ученика који носе школске униформе.
- Разликовање странаца од ученика у школским зградама

На пример, у првој години политике обавезне униформе у Лонг Бичу у Калифорнији, званичници су известили да су се туче у школама смањиле за више од 50%, напади и злостављања за 34%, сексуални преступи за 74%, а пљачке за 66%.
Заговорници такође верују да униформе повећавају учење ученика и позитиван став према школи кроз:
- Побољшана окружења за учење
- Појачан школски понос
- Повећано постигнуће ученика
- Висок ниво припремљености
- Усклађеност са организационим циљевима
- Повећане шансе за останак у школи [46]
- Повећана посвећеност учењу [46]
- Повећана употреба школског окружења у корист ученика [46]

Ношење униформи доводи до смањених проблема у понашању повећањем стопе похађања, смањењем стопе суспензије и смањењем употребе супстанци међу ученицима. Заговорници такође приписују позитивне психолошке исходе као што су повећано самопоштовање, повећан дух и појачано осећање јединства међу студентима ношењу униформи. Додатни аргументи предлагача укључују да школске униформе:
- Подстицати дисциплину
- Помозите ученицима да се одупру притиску вршњака да купују модерну одећу
- Смањите економске и социјалне баријере између ученика

Тренутно, предности школских униформи се фокусирају на то како униформе утичу на школско окружење. Заговорници су утврдили значајан позитиван утицај на школску климу, безбедност и самоперцепцију ученика од имплементације униформи.

### Негативне
Супротстављена страна униформи је тврдила да је њихова неефикасност користећи низ оправдања, од којих различита истраживања подржавају њих. Неки од недостатака школских униформи укључују следеће правне, финансијске и упитне проблеме ефикасности: Основна брига за школске униформе или строги кодекс облачења је то што ограничава способност ученика да се изразе. Одећа се посматра као средство изражавања – натерати све ученике да носе исту одећу или их ограничити на оно што могу да носе може пореметити њихов осећај идентитета. Једна од главних контроверзи се фокусира на политику облачења насупрот слободи говора. Ово утврђује да ученици не могу да носе најновије трендове или одећу за коју школа сматра да омета окружење за учење. Међутим, ученици могу да носе одећу која изражава њихову религију. „И Устав и већина државних закона штите права ученика да носе верску одећу... као што је ношење турбана, јармулке или мараме.
Још један негативан аспект школских униформи је да политика може бити сексистичка. Дечаци и девојчице често нису дисциплиновани на исти начин када су у питању правила облачења. Девојчице су чешће дисциплиноване због одређених одевних предмета који су забрањени јер „ометају“ дечацима. „Трансродни студенти су послати кући јер су носили одећу која се разликује од онога што се очекује од њихове законитости, док су други искључени из годишњака.
Униформе такође генерално угрожавају ученике, посебно девојке, у слободи кретања и удобности. Истраживање је спроведено на аустралијској независној приватној школи и њеној униформи. Што се тиче удобности, за дечаке, блејзер је био превише врућ/хладно и неудобно. За девојчице, памучна школска хаљина светле боје била је рестриктивна, провидна, врућа, непријатна и непрактична. Штавише, чарапе су често биле хладне, сиви вунени килт је био претежак и ограничавао кретање, а ветар је могао да открије више него што су девојке желеле. Када су се играли и кретали, за дечаке је школска кравата  била опасност од гушења, а панталоне се нису растезале. За девојке, хаљина/сукња је изазвала проблеме са скромношћу (нпр. тешко се љуљати на мајмунским шипкама/трчати унаоколо, чувајући њену приватност, стога престати да буде активна), а килтови су били превелики и тешки.
Истраживање о томе како школске униформе и школски кодекси облачења утичу на ученика могу бити неуверљиви. „У Сједињеним Државама, преко половине јавних школа има правила облачења, која често оцртавају родно специфичне политике.
- Правни проблеми
  - Фокусирајте се на претпоставку да захтевање униформе крши индивидуална права деце[51]
  - Обавезне униформне политике се углавном разматрају за градске школске округе, па су стога наметнуте претежно мањинској и сиромашној популацији ученика [52]
- Нема утицаја на друштвени статус
  - Многи ученици су сматрали да политика школске униформе има мали утицај на друштвену динамику школе и ученици су пронашли начине да изразе индивидуалност тако што су направили мање измене у школској униформи (Да Цоста, 2006 [53] ). Неки родитељи и ученици интервјуисани у истраживању о друштвеном аспекту школске униформе рекли су да униформе представљају кршење њихових права и слобода. „Попут одраслих, слобода деце да бирају или делују такође је ограничена од стране заједнице – у великој мери школама, са њиховом великом густином, сталним надзором и евалуацијом, недостатком приватности и обавезном природом њихових активности. (Бодине, 2003 [54] )
- Финансијски проблеми
  - Групе као што је Америчка унија за грађанске слободе изразиле су забринутост око трошкова униформи, посебно због тога што неки родитељи у неповољном положају нису у могућности да их приуште (Гурски, 1996.)
- Упитна ефикасност тих политика
  - Најжешћи противници једнообразне политике тврде да не постоје емпиријски докази који подржавају бројне и различите тврдње заговорника униформи (ЛаПорте, Холоман и Аллеине, 1992.)
  - Школске униформе потискују индивидуалност ученика налажући стандардизацију изгледа и уклањајући израз ученика (Јосепх, 1986 [55] )
  - Иако су униформне политике повезане са школском климом, безбедношћу и самоперцепцијом ученика, нема доказа који би указивали на то да једнообразна политика повећава академско постигнуће (Вејд и Стафорд, 2003 [56] )

Према Маријану Вајлду, додатни аргументи противника укључују да школске униформе:
- Они су једноставно фластер по питању насиља у школи
- Учините ученике метом за насилнике из других школа
- Да ли су неправедан додатни трошак за родитеље који плаћају порезе за бесплатно јавно образовање
- Тешко их је спровести у државним/јавним (државним) школама